# Kanton Aix-en-Provence-Nord-Est
Kanton Aix-en-Provence-Nord-Est (fr. Canton d'Aix-en-Provence-Nord-Est) je francouzský kanton v departementu Bouches-du-Rhône v regionu Provence-Alpes-Côte d'Azur. Tvoří ho severní část města Aix-en-Provence a další čtyři obce.

## Obce kantonu
- Aix-en-Provence (část)
- Le Tholonet
- Saint-Marc-Jaumegarde
- Vauvenargues
- Venelles